# Staubhafte

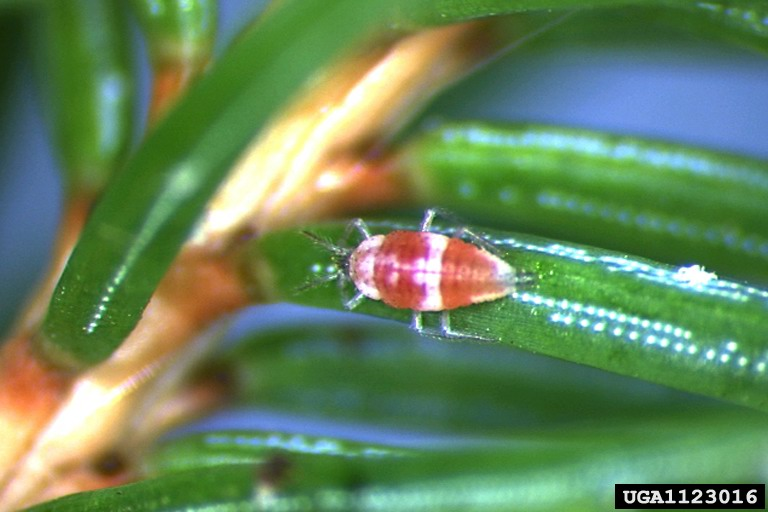
Larve eines Staubhafts auf einer Fichte

Die Staubhafte (Coniopterygidae) sind eine Familie der Netzflügler (Neuroptera). Sie kommen weltweit mit etwa 300 Arten vor, von denen in Europa 57, in Mitteleuropa wiederum 22 Arten und in Deutschland 18 Arten leben. Die Gattungen kann man anhand der unterschiedlichen Flügeladerung eindeutig unterscheiden, zur Artunterscheidung sind meist Genitaluntersuchungen notwendig.

## Merkmale
Die Hafte erreichen eine Flügellänge von 1,8 bis 5 Millimetern und haben, untypisch für Netzflügler, Flügel die bräunlich oder hell mit Wachsstaub überzogen sind. Daher kommt auch ihr deutscher Name. Sie haben deswegen gewisse Ähnlichkeit mit Pflanzenläusen der Familie der Aleyrodidae, haben aber im Gegensatz zu diesen ihre Flügel in Ruheposition deutlich steiler an den Körper gelegt. Im Costalfeld der einfärbigen Flügel haben die Tiere nicht mehr als zwei Flügeladern, was sie deutlich von den anderen Netzflüglern unterscheidet. Die Vorderflügel haben darüber hinaus nur wenige Queradern und keine Flügelmale. Bei manchen Arten, wie z. B. denen der Gattung Conwentzia sind die Hinterflügel reduziert, andere, wie die Weibchen einiger Arten der Gattung Helicoconis besitzen überhaupt keine Flügel.
Die Larven werden etwa 3,5 Millimeter lang. Ihre geraden Saugröhren sind sehr kurz und werden von der Oberlippe überdeckt.

## Lebensweise
Die meist dämmerungsaktiven Larven leben auf Sträuchern und Bäumen. Sie ernähren sich räuberisch von Blattläusen, Schildläusen und Milben. Die Weibchen legen ihre Eier einzeln an Rinde oder auf Blättern ab. Pro Jahr kommen in der Regel zwei Generationen vor.

## Arten in Mitteleuropa (Auswahl)
Im Folgenden findet sich eine Auswahl mitteleuropäischer Arten:
- Aleuropteryx juniperi (Wacholder-Staubhaft)
- Aleuropteryx loewii (Löws Staubhaft)
- Coniopteryx arcuata (Bogen-Staubhaft)
- Coniopteryx aspoecki (Aspöcks Staubhaft)
- Coniopteryx borealis (Nordischer Staubhaft)
- Coniopteryx drammonti (Drammonter Staubhaft)
- Coniopteryx esbenpeterseni (Esben-Petersens Staubhaft)
- Coniopteryx haematica (Rötlicher Staubhaft)
- Coniopteryx hoelzeli (Hölzels Staubhaft)
- Coniopteryx lentiae (Linzer Staubhaft)
- Coniopteryx pygmaea (Zwerg-Staubhaft)
- Coniopteryx tineiformis (Motten-Staubhaft)
- Coniopteryx tjederi (Tjeders Staubhaft)
- Conwentzia pineticola (Kiefern-Staubhaft)
- Conwentzia psociformis (Rindenlaus-Staubhaft)
- Helicoconis eglini (Eglins Staubhaft)
- Helicoconis hirtinervis (Behaarter Staubhaft)
- Helicoconis lutea (Gelblicher Staubhaft)
- Helicoconis pseudolutea